# Давид Верасто
Давид Верасто (мађ. Verrasztó Dávid; Будимпешта, 22. август 1988) мађарски је пливач чија специјалност су појединачне трке мешовитим стилом на 200 и 400 метара. Вишеструки је првак Европе на 400 мешовито у великим и малим базенима, освајач медаља на светским првенствима и учесник Олимпијских игара.
Његов отац је некадашњи мађарски репрезентативац и светски првак Золтан Верасто, а успешну међународну пливачку каријеру остварила је и његова млађа сестра Евелин Верасто.

## Спортска каријера
Давид је доста рано почео да тренира пливање, а велики утицај на његову каријеру имао је његов отац Золтан који је био успешан пливач (освајач две олимпијске медаље на ЛОИ 1980. у Москви). Први наступ на међународној сцени имао је на евроском јуниорском првенству у Будимпешти 2005. где је освојио и прве медаље у каријери, злата на 200 и 400 мешовито. Пет година касније дебитовао је у сениорској конкуренцији, и то на првенству Европе у Будимпешти 2010, где је успео да освојио сребрну медаљу у трци на 400 мешовито. нешто аксније исте године, у истој дисциплини осваја злато на европском првенству у малим базенима. 
први наступ на светским првенствима имао је у Шангају 2011. где је успео да се пласира у финале трке на 400 мешовито (укупно 6. место), док је на дупло краћој деоници такмичење окончао на 15. месту у полуфиналу. У лето 2012. дебитовао је на Олимпијским играма, али у Лондону није остварио неки запаженији резултат пошто је обе мешовите дисциплине завршио у квалификацијама. 
У августу 2014. осваја титулу континенталног првака на 400 мешовито на европском првенству у Берлину. Титулу у истој дисциплини успешно је одбранио и на наредна два првенства, у Лондону 2016. и Глазгову 2018. године. 
Прву медаљу на светским првенствима, сребро на 400 мешовито, освојио је у Казању 2015, а исти успех остварио је и две године касније на првенству у Будимпешти. 
Био је део мађарског олимпијског тима и на ЛОИ 2016. у Рију, али није успео да се квалификује за финале у својој примарној (и јединој) дисциплини на 400 мешовито — био је 12. у квалификацијама. 
На светском првенству у Квангџуу 2019. био је укупно тринаести на 400 мешовито. 